# ФК Уолтън & Хършъм
Уолтън & Хършъм е английски футболен отбор от градчето Уолтън-он-Теймс в графство Съри (в близост до столицата Лондон). Домакинските екипи на тима са червено-бели.
Клубът е създаден през 1945 година и започва да играе в Коринтианс Лийг, като я печели три пъти между 1947 и 1949 година, което е рекорд за лигата. След пълната доминация на отбора, той се премества и започва да се подвизава в Атениан Лийг, завършвайки на първо място през 1969 година. Най-големият успех на тима е спечелената ФА Аматьор Къп през 1973 година.
Много от играчите на Уолтън & Хършъм са купувани от по-големи отбори, като например Натън Елингтън от играещия в Чемпиъншип тим на ФК Уотфорд.